# Lolita França
Lolita França (, ) é uma cantora brasileira. 
Deu início a sua carreira em 1939, gravando o samba Olha lá um balão, composta por Murilo Caldas, e a marcha O que é da chave?, também composta por Murilo Caldas e Luiz Bittencourt. Obteve algum sucesso na Argentina com suas gravações.